# 邓鸣贺
邓鸣贺（英語：Deng Minghe，2006年6月8日—2015年4月28日），豫剧演员，出生于河北省邯郸市大名县，被称为豫剧红孩儿。2010年获得河南电视台梨园春小擂主后一炮而红，并于2012、2013年参加中央电视台春晚演出。
2015年4月28日晚上10时，邓鸣贺因白血病复发在北京中国人民解放军海军总医院去世，年仅8岁。

## 主要作品
- 电影
  - 《小龙人奇遇记》

- 音乐
  - 《不是我的菜》

## 获得奖项
- 2010年，《梨园春》全年擂主总决赛银奖[參⁠ 3]。
- 2010年，河南电视台《梨园春》少儿明星擂主[參⁠ 4]。
- 2012年，第十六届“中国戏曲小梅花”金奖[參⁠ 4]。
- 2012年，第三届“国戏杯”全国学生戏曲大赛一等奖。

## 家庭成员
邓鸣贺有一个比他小两岁的妹妹邓鸣璐，也是小演员。兄妹俩也曾在2012、2013年中央电视台春晚同台演出。